# Lolita (film, 1962)
Cet article concerne le film de Stanley Kubrick. Pour le film d'Adrian Lyne, voir Lolita.
Pour les articles homonymes, voir Lolita (homonymie).
Pour plus de détails, voir Fiche technique et Distribution.
Lolita est un film américano-britannique réalisé par Stanley Kubrick et sorti en 1962. C'est l'adaptation du roman du même nom de Vladimir Nabokov (1955), qui signe lui-même le scénario.

## Synopsis
Humbert Humbert, professeur de littérature française, a quitté l'Europe pour s'installer aux États-Unis où il doit enseigner au Beardsley College dans l'Ohio. Avant cela, il cherche à louer une chambre pour l'été, à Ramsdale dans le New Hampshire. À cette occasion, il se présente chez Charlotte Haze, une veuve en mal d'amour. Cette dernière, jouant les enjôleuses et les érudites, lui fait visiter sa maison et lui vante tous les avantages de la chambre à louer. C'est uniquement parce que Humbert découvre l'existence de sa fille Dolores, surnommée « Lolita » et qu'il tombe sous son charme qu'il décide de louer la chambre afin de rester auprès d'elle. Peu après, il épouse Charlotte.
Lorsque Charlotte apprend la vérité en lisant le journal intime de Humbert, elle quitte précipitamment sa maison, sous le coup de l'émotion. Elle meurt renversée devant chez elle par une voiture. Humbert, « beau-père » de Dolorès, est son tuteur légal. Leurs amours, d'abord platoniques, deviennent passionnées.

## Fiche technique

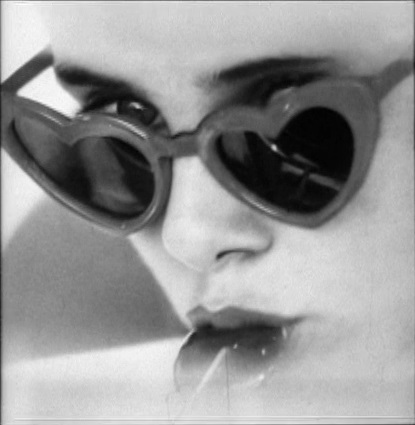
Sue Lyon dans le rôle de Lolita

- Titre original et français : Lolita
- Réalisation : Stanley Kubrick
- Scénario : Vladimir Nabokov, d'après son roman Lolita
- Musique : Nelson Riddle ; thème de Lolita composé par Bob Harris
- Direction artistique : Bill Andrews et Sidney Cain
- Costumes : Elsa Fennell et Gene Coffin pour les costumes de Shelley Winters
- Maquillage : George Partleton
- Coiffures : Betty Glasow
- Photographie : Oswald Morris, assisté de Denys N. Coop (cadreur)
- Ingénieurs du son : Len Shilton et H. L. Bird
- Montage : Anthony Harvey
- Montage sonore : Winston Ryder
- Production : James B. Harris et Stanley Kubrick
- Sociétés de production : Metro-Goldwyn-Mayer, Seven Arts Productions, A. A. Productions Ltd., Anya Prod. S.A. et Transworld Pictures S.A. Productions
- Société de distribution : Metro-Goldwyn-Mayer
- Budget : entre 1,5 et 2 100 000 USD[1],[2]
- Pays de production :  Royaume-Uni,  États-Unis
- Langue originale : anglais
- Format : noir et blanc — 1.66:1 — monophonique (RCA Sound Recording) — 35 mm
- Genre : drame psychologique
- Durée : 153 minutes
- Dates de sortie :
  - États-Unis : 13 juin 1962
  - Royaume-Uni : septembre 1962
  - France : 5 novembre 1962 (Paris), 14 novembre 1962 (sortie nationale)
- Affiche : Roger Soubie (France)

## Distribution
- James Mason (VF : Yves Brainville) : Humbert Humbert
- Shelley Winters (VF : Jacqueline Porel[3]) : Charlotte Haze
- Sue Lyon (VF : Michèle Dumontier) : Dolores « Lolita » Haze
- Peter Sellers (VF : Michel Roux / Roger Carel) : Clare Quilty / Dr Zempf
- Gary Cockrell (VF : Pierre Trabaud) : Richard T. « Dick » Schiller
- Jerry Stovin (VF : Jean-Claude Michel) : John Farlow
- Diana Decker (VF : Nadine Alari) : Jean Farlow
- Lois Maxwell : Nurse Mary Lore
- Cec Linder (VF : Michel Gudin) : Dr Keegee
- Bill Greene (VF : Philippe Mareuil) : George Swine
- Shirley Douglas : Mrs Starch, professeur de piano
- James Dyrenforth (VF : Gérard Férat) : Frederick Beale Sr.
- Marianne Stone : Vivian Darkbloom
- Marion Mathie : Miss Lebone

## Production

### Genèse et développement
Stanley Kubrick et le producteur James B. Harris acquièrent les droits du roman Lolita de Vladimir Nabokov peu après sa publication en 1955. Ce dernier a eu beaucoup de mal à faire publier son œuvre au sujet sulfureux. Le roman avait été publié pour la première fois en 1955 grâce à l'éditeur français Maurice Girodias.
Stanley Kubrick se focalise sur le projet après avoir abandonné la réalisation de La Vengeance aux deux visages avec Marlon Brando. Il est cependant appelé à la rescousse par Kirk Douglas afin de remplacer Anthony Mann pour réaliser le péplum Spartacus. Cela repousse la production de Lolita à 1961.
Vladimir Nabokov signe lui-même le scénario. Stanley Kubrick va cependant le réadapter, sans être crédité au générique. Le scénario diffère ainsi du roman dans lequel on retrouvait notamment une longue introduction expliquant les origines de la perversion de Humbert Humbert en Europe, absente du film. Par ailleurs, l'assassinat de Clare Quilty, qui concluait le roman, est désormais la première scène du film. Par comparaison à celle du roman de Nabokov qui se décrit comme anti-pornographe, la Lolita du film est nettement sexualisée.

### Attribution des rôles
Le premier choix de Stanley Kubrick et James B. Harris pour Humbert est James Mason. Occupé par une pièce de théâtre à Broadway, il refuse. Après les avoir dirigés dans son précédent film Spartacus (1960), Stanley Kubrick songe alors à Laurence Olivier et Peter Ustinov. Noël Coward et Rex Harrison seront également envisagés, avant que James Mason accepte finalement le rôle.
Peter Sellers incarne ici deux rôles différents. Stanley Kubrick lui en proposera trois dans son film suivant, Docteur Folamour.

### Tournage
Le tournage a lieu de novembre 1960 à mars 1961. Il se déroule dans l'État de New York (Lake George, Albany), dans le Rhode Island (Westerly, Newport). Il se déroule également en Angleterre : dans le Buckinghamshire (Gerrards Cross), dans le Hertfordshire (studios d'Elstree, Hilfield Castle, Associated British Picture Studios à Borehamwood).

## Sortie et accueil

### Promotion

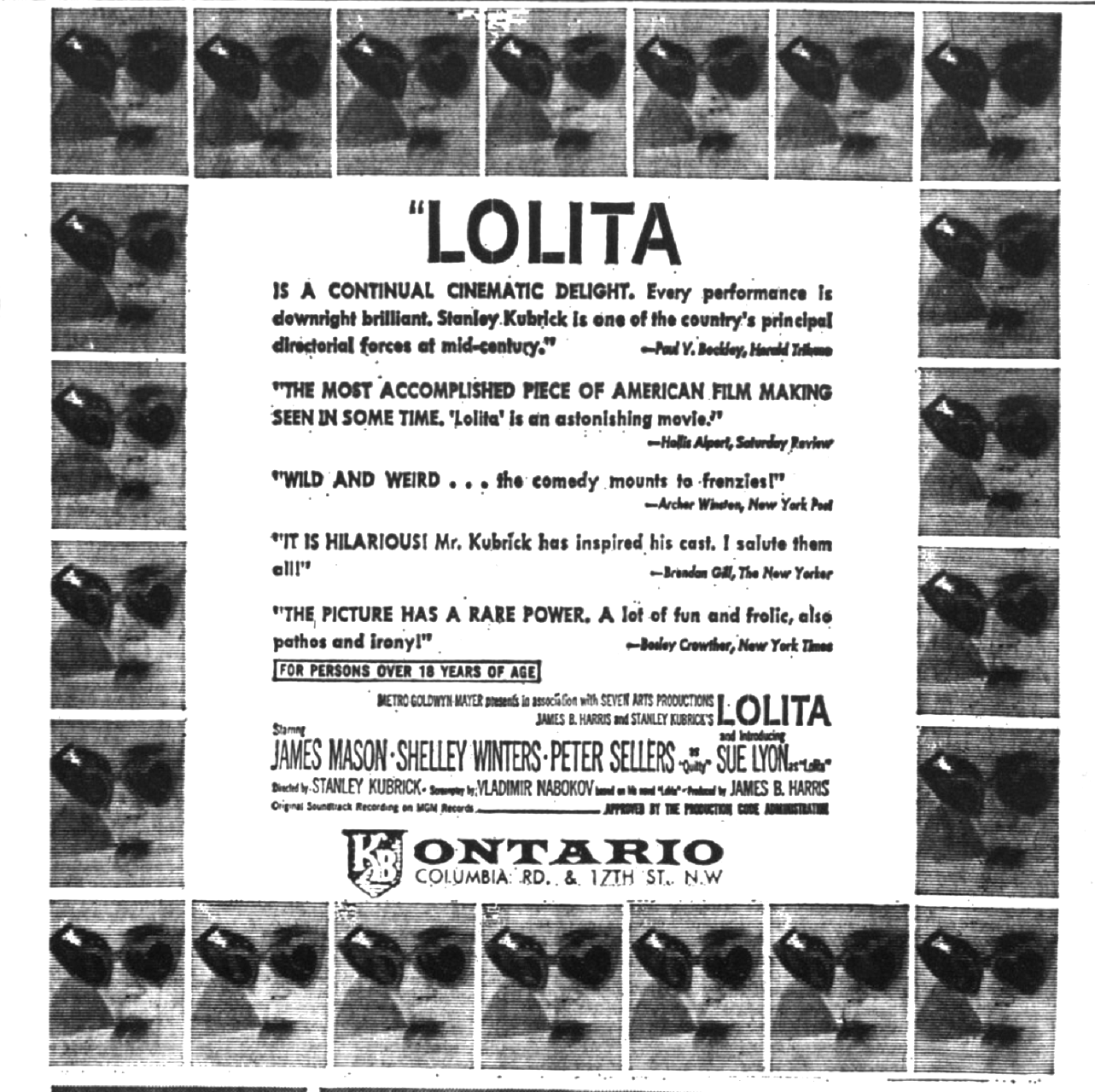
Publicité de 1962

Le slogan de l'affiche « How did they ever make a movie of Lolita ? » (« comment a-t-on osé faire un film LOLITA ? » en français) renvoie au scandale entourant la sortie du roman Lolita de Vladimir Nabokov.

### Censure
Avant même sa sortie et tout comme le roman original, Lolita suscite le scandale dans les milieux puritains et sera interdit dans certains pays. Durant la production, Stanley Kubrick avait déjà reçu pas mal de demandes de coupes par des associations américaines, dont la puissante Ligue pour la vertu ou encore le Production Code américain. Dans une interview pour Newsweek en 1972, Stanley Kubrick avoue qu'il « n'aurait probablement pas fait ce film » s'il avait réalisé à l'avance à quel point les problèmes de censure seraient difficiles.

## Distinctions
(en) Récompenses pour Lolita sur l’Internet Movie Database

### Récompense
- Golden Globes 1963 : révélation féminine de l'année[12] pour Sue Lyon.

### Nominations
- Mostra de Venise 1962 : meilleur réalisateur pour Stanley Kubrick
- Oscars 1963 : meilleur scénario adapté pour Vladimir Nabokov
- Golden Globes 1963 : 
  - Meilleur acteur pour James Mason
  - Meilleure actrice pour Shelley Winters
  - Meilleur acteur dans un second rôle pour Peter Sellers
  - Meilleur réalisateur pour Stanley Kubrick
- British Academy Film Awards 1963 : British Academy Film Award du meilleur acteur britannique pour James Mason
- Directors Guild of America Awards 1963 : meilleur réalisateur pour Stanley Kubrick

## Commentaires

### Nabokov et le film de Kubrick
Nabokov écrivit un scénario dont finalement Kubrick ne se servit que partiellement. Malgré cela, son nom figure au générique. Ce scénario sera publié quelques années plus tard.
En 1964, à la question : « Avez-vous été satisfait du produit final ? », Nabokov répondit poliment : « J'ai trouvé que le film était de tout premier ordre. »

### Anecdotes
- Lorsque Humbert Humbert (James Mason) demande au début du film à Peter Sellers, s'il est Clare Quilty (écrivain pervers et manipulateur incarné par Sellers), celui-ci lui répond : « Non, je suis Spartacus ». Cette réplique fait écho au précédent film de Kubrick, Spartacus (1960). Stanley Kubrick réutilisera cette forme d'écho dans ses films suivants comme dans Orange mécanique (1971) où un exemplaire de la bande originale de la précédente réalisation de Kubrick, 2001, l'Odyssée de l'espace (1968) est visible.
- Au début du film, Humbert Humbert accompagne Charlotte et Lolita au cinéma, pendant la fameuse scène où ils se tiennent les mains devant l'effroi, le film projeté est Frankenstein s'est échappé (The Curse of Frankenstein), film britannique réalisé par Terence Fisher, sorti en 1957. Les acteurs visibles à l'écran sont Christopher Lee dans le rôle de la créature de Frankenstein et Peter Cushing dans le rôle du Docteur Frankenstein. Ce film engendra une série de suites produites par la Hammer Film Productions.
- C'est le poème Ulalume, d'Edgar Allan Poe, qu'Humbert Humbert lit à Lolita.

### Controverses
(décembre 2023).
- Si vous ne connaissez pas le sujet, laissez ce bandeau (vous pouvez alors contacter les auteurs).
- Si vous supprimez le contenu mis en cause (vous pouvez préalablement contacter les auteurs),

argumentez précisément cette suppression dans la page de discussion
(un manque de référence n'est pas un argument ; une recherche réelle de référence doit avoir été effectuée, être formellement documentée).
Stanley Kubrick avait anticipé les controverses, en prenant plusieurs précautions préalables, notamment dans le choix de l'actrice. Il donne au personnage de Lolita 14 ans au lieu de 12 dans le roman. Il choisit pour jouer le rôle titre la mannequin Sue Lyon, qui a alors le même âge que l'héroïne lors des castings. La violence de certaines scènes est atténuée, etc.
Le film a ses détracteurs, lui reprochant notamment d'avoir « trahi » l'esprit du roman de Nabokov (même s'il a lui-même participé à l'adaptation). Mais pour beaucoup, il révèle la vraie nature du roman et présente un conte moral plutôt qu'un « film sur la dépravation » à travers trois destins tragiques, et un seul acceptable ; celui de l'héroïne-titre.
Dans une interview donnée à Bernard Pivot sur le plateau d’Apostrophes en 1975, Vladimir Nabokov revient sur le succès de son livre Lolita. Il constate que l’image de son héroïne a subi une dégradation à mesure des adaptations, l’éloignant petit à petit de son identité de victime. Il considère qu’au fil des ans, et notamment après la sortie du film de Stanley Kubrick, son personnage est devenu le stéréotype de la jeune séductrice hypersexualisée : « Lolita n’est pas une jeune fille perverse, c’est une pauvre enfant. Non seulement la perversité de cette pauvre enfant a été grotesquement exagérée, mais son aspect physique, son âge tout a été modifié […] En réalité, Lolita, je le répète, est une fillette de douze ans, tandis que Mr Humbert est un homme mûr. [...] Lolita, la nymphette, n’existe qu’à travers la hantise qui détruit Humbert ».
D'après la critique de cinéma Iris Brey, ce film contribue nettement à la culture de l'inceste, car il présente la jeune fille comme la déclencheuse alors que dans la réalité, ce sont les adultes qui abusent d'enfants innocents ; cette image fausse d'enfant tentateur sexuel présentée dans le film perdure jusqu'à nos jours,.